# روگ (کمیک)
روگ (به انگلیسی: Rogue) با نام اصلی آنا ماری، یک شخصیت خیالی ابرقهرمان در کتاب‌های کمیک منتشر شده توسط مارول کامیکس است، که اغلب با مجموعه مردان ایکس در ارتباط است؛ و برای اولین بار، در شمارهٔ ۱۰ از کمیک سالیانه انتقام‌جویان در نوامبر ۱۹۸۱ معرفی شد. شخصیت روگ توسط هنرمند مایکل گلدن و نویسنده کریس کلیرمونت خلق شده‌است.
او به صورت غیرارادی خاطرات، قدرت بدنی و در رابطه با افراد دارای قدرت های ابرانسانی، توانایی‌های مخصوص آن‌ها را تنها با تماس با آن‌ها به دست می‌آورد. همین موجب می‌شود که او از تماس با دیگران خودداری بکند، که البته در بر گیرنده دوستی او با گامبیت نیز بود. با این حال او از شخصیت‌های محبوب کمیک‌های مارول است.
روگ، دختری زیبا اهل می سی سی پی است که از خانه فرار کرد و توسط میستیک عضوی از انجمن جهش‌یافتگان شرور شد. او پس از مدتی از این گروه خارج شد و عضوی از گروه مردان ایکس شد.
روگ از اعضای مشهور مردان ایکس از سال ۱۹۸۰ است. همچنین او در مجموعه‌های انیمیشنی، بازی‌های ویدئویی و فیلم‌های مردان ایکس حضور داشته‌است. آنا پاکوین نقش این شخصیت را در مجموعه فیلم‌های مردان ایکس ایفا کرده‌است.

## بیوگرافی شخصیت داستانی
آنا ماری در خانواده پریسیلا و اوون در یک کمون هیپی در منطقه کالدکات، می سی سی پی به دنیا آمد. او توسط عمه اش کری، خواهر مادرش به دنیا آمد.
اگرچه کری مغرور معتقد بود که اوون زندگی پریسیلا را ویران کرده است، اما همچنان با پریسیلا و آنا ماری که اغلب به خانه مزرعه خانواده‌شان می‌رفتند، رابطه داشت، با این حال، پس از اینکه کری پریسیلا را به خاطر به اشتراک گذاشتن تلاش کمون برای استفاده از عرفان بومی آمریکا برای رسیدن به هواپیمای اثیری معروف به بانک‌های دور سرزنش کرد، خواهران روابط خود را با یکدیگر قطع کردند.
این مراسم منجر به ناپدید شدن پریسیلا شد. اوون ماجرا را به کری اطلاع داد و آنا ماری را با درخواست از او برای نقل مکان به کمون تحت مراقبت خود گذاشت،کری در غم از دست دادن خواهرش ثابت کرد که یک نگهبان سختگیر و مستبد است. این باعث شد آنا ماری کودکی سرکش باشد، رابطه ضعیف او با عمه سفت و سخت و پدر دورش باعث شد که در کودکی از خانه فرار کند.
او که به عنوان یک فرد تنها بود، توسط مردم محلی به عنوان "سرکش" لقب گرفت، که تنها نامی بود که او از آن استفاده کرد، یک مستیک خونگرم، یک تغییر شکل جهش یافته به سراغ سرکش بداخلاق رفت، از آنجایی که میستیک خودش یک طرد شده بود، روگ به او اعتماد کرد.
مستیک روگ را به توصیه شریک پیشاشناختی خود، سرنوشت پذیرفت، روگ به عنوان عضوی از خانواده از لحظات شادی با مادرانش لذت می برد، با این حال، به دلیل آگاهی سرنوشت در مورد آینده،مستیک مخفیانه از وضعیت روگ به عنوان یک جهش یافته آگاه بود و در واقع برنامه هایی برای او به عنوان یک تروریست جهش یافته داشت.
در مقطعی، روگ به پسری به نام کودی رابینز نزدیک شد. میستیک از رابطه آنها می ترسید و می خواست از هرگونه پیشرفتی در آن جلوگیری کند.
با این حال، در طول معاشقه آنها، روگ به طور تکانشی رابینز را بوسید، در این نقطه قدرت جهش یافته نهفته او برای جذب انرژی زندگی و روان دیگران با تماس پوست به پوست ظاهر شد. کودی رابینز در کما بود که از آن بیدار نشد.
روگ از این تجربه آسیب دید و روح او را تا حد پذیرش ماموریت مستیک شکست، روگ که نمی‌توانست قدرت جذب خود را در ابتدا کنترل کند، معمولاً لباس‌های پوشاننده بدن می‌پوشید که امکان تماس تصادفی با پوست را از بین می‌برد.